# 帕拉吉奇
48°54′10″N 24°59′44″E / 48.90278°N 24.99556°E
帕拉吉奇（烏克蘭語：Палагичі），是烏克蘭西部的村莊，隸屬伊萬諾-弗蘭科夫斯克州的伊萬諾-弗蘭科夫斯克區。該村始建於1419年，面積15.5平方公里，2001年人口1,284，人口密度每平方公里82.6人。